# Liste der Einträge im National Register of Historic Places im Randall County
Die Liste der Registered Historic Places im Randall County führt alle Bauwerke und historischen Stätten im texanischen Randall County auf, die in das National Register of Historic Places aufgenommen wurden.

## Aktuelle Einträge
| Lfd. Nr. | Name                             | Bild | Datum der Eintragung | Adresse/Lage     | Ort      | ID       | Beschreibung |
| -------- | -------------------------------- | ---- | -------------------- | ---------------- | -------- | -------- | ------------ |
| 1        | Amarillo Globe Dream House       |      | 8. Dez. 1997         | 3104 S. Harrison | Amarillo | 97001532 |              |
| 2        | Llano Cemetery Historic District |      | 21. Mai 1992         | 2900 South Hayes | Amarillo | 92000584 |              |
| 3        | L. T. Lester House               |      | 13. Sep. 1978        | 310 8th St.      | Canyon   | 78002975 |              |
| 4        | St. Mary’s Catholic Church       |      | 21. Juni 1983        | Off U.S. 60      | Umbarger | 83003159 |              |